# Chorley (Wilmslow West and Chorley)
Chorley – civil parish w Anglii, w hrabstwie ceremonialnym Cheshire, w dystrykcie (unitary authority) Cheshire East. Leży 44 km na wschód od miasta Chester i 247 km na północny zachód od Londynu. W 2011 roku civil parish liczyła 496 mieszkańców.